# Castellbell i el Vilar
Castellbell i el Vilar est une commune de la province de Barcelone, en Catalogne, en Espagne, de la comarque de Bages